# سهلان
سهلان (ساغالان) یکی از روستاهای استان آذربایجان شرقی است که در دهستان آجی‌چای بخش مرکزی شهرستان تبریز واقع شده‌است.این روستا ۳۶۶۴ نفر جمعیت دارد.

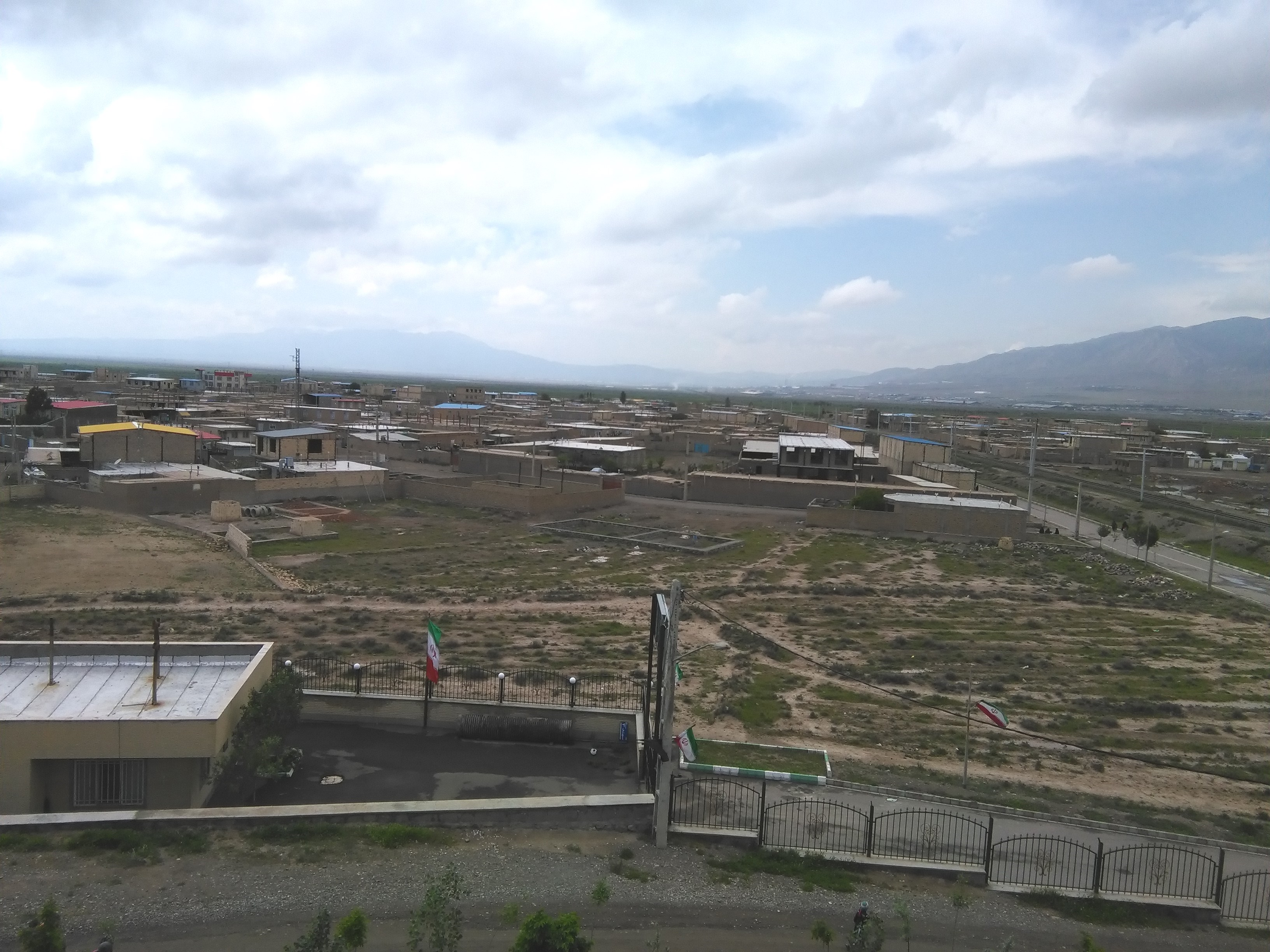
منظره ای از ساغالان

## نام روستا
منابع نشان می‌دهند، نام اصلی این روستا ساغالان است.

ساغالان طبق نظر نویسندگان مقالات از دو کلمه ساغ و آلان تشکیل شده‌است. ساغ به معنی هموار و آلان به معنی منطقه است و ساغالان منطقه هموار معنی می‌دهد.
حسن بی هادی، اتیمولوژیست، زبان‌شناس و صاحب «سایت توروز».، در یک فرهنگ لغت ترکی به ترکی، صفحه ۳۲ فرهنگ و موقع توضیح لغت آلان (alan) از ساغلان نام برده آنرا برگرفته از ساغ آلان نوشته‌است. ساغ آلان را نیز آلان خیلی مقاوم، وطن، استپ معنی نموده‌است. بی هادی در این فرهنگ و صفحه ۱۰۹۵ هنگام شرح ساغ (sağ) دوباره پیدایش ساغلان از ساغ آلان را یاد کرده، اشاره ساغلان به سهلان را نیز ذکر نموده‌است. همچنین همان معنی‌هایی که در آلان آمده بود را تکرار کرده‌است.
استپ درفرهنگ فارسی معین جلگة وسیع و بی درخت معنی شده‌است.
این معنی شبیه مفهوم منطقه هموار است.
صمد چایلی، اتیمولوژیست و زبانشناس، در صفحه ۱۳۴ فرهنگ از اسامی جغرافیایی آذربایجان، اسامی سهلان و سآلان را آورده‌است. نام سهلان را اشتباه و سآلان را خوانشی از ساآلان دانسته‌است. اسم اصلی روستا را ساآلان و معنای آنرا آلان بزرگ یا جای آشکار از اطراف (دشت) دانسته‌است.
این معنی هم شبیه مفهوم منطقه هموار است.

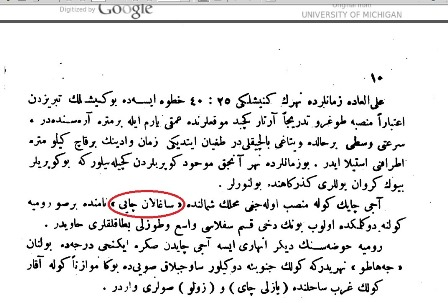
احوال جغرافیه و تقسیمات سیاسیه سیله اصول اداره سی سال 1918 و رود ساغالان

در کتابی با عنوان آذربایجان (احوال جغرافیه و تقسیمات سیاسیه سیله اصول اداره سی) که به زبان ترکی عثمانی، چاپ استانبول و سال ۱۹۱۸ میلادی است، نام دو رود جلگه این روستا در صفحه 10، آجی چای و ساغالان چایی (رود ساغالان) ذکر شده اند. ساغالان از نام روستا اخذ، به رود آبیاری کننده اراضییش و بیشتر مشهور به سینیق چایی اطلاق و در این سند منعکس گشته است. 

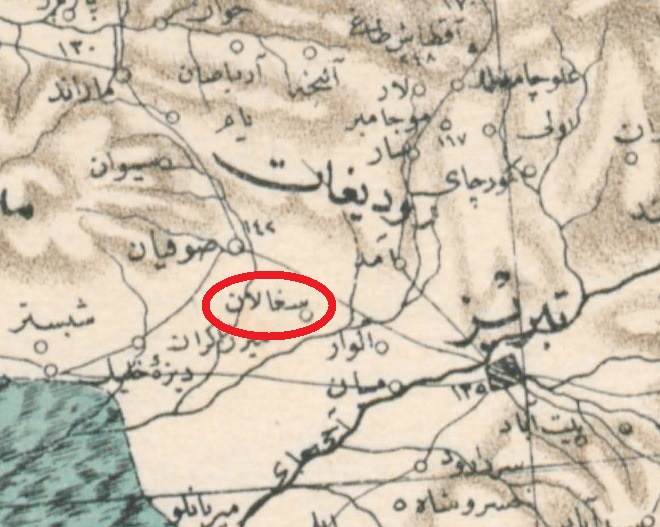
روستای ساغالان در نقشه 1302 هجری قمری

در نقشه ای که در کتابخانه دیجیتال مجلس بزرگ ملت ترکیه نگهداری میشود و مربوط به زمان امپراتوری عثمانی و سال  1302 هجری قمری و به زبان ترکی عثمانیاست نام ساغالان به شکل سغالان ضبط شده است. 

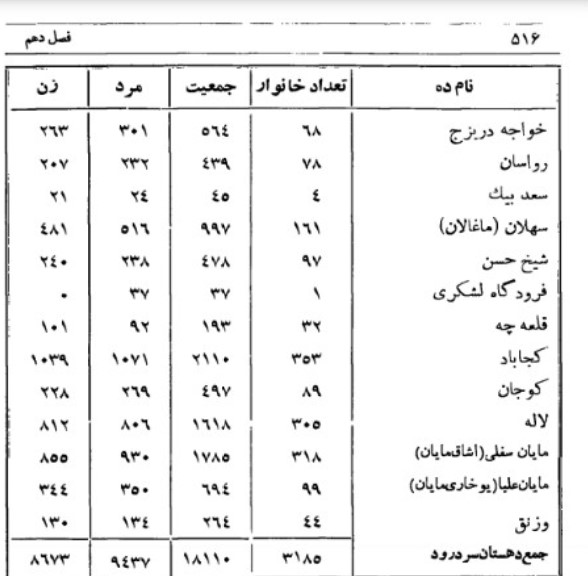
ذکر نام ساغالان در کتاب تاریخ آذربایجان و آثار باستانی و جمعیت‌شناسی آن

ذکر نام ساغالان در کتاب تاریخ آذربایجان و آثار باستانی و جمعیت‌شناسی آن، تألیف محمدجواد مشکور نام روستا به شکل سهلان (ماغالان) آورده شده‌است.
ماغالان باید ساغالان باشد و حرف اول اشتباه تایپی است، چونکه اسم این روستا چه شفاهی و چه کتبی در گذشته و حال هموار با حرف س شروع شده‌است. برای مثال، میرزا مهدی خان استرآبادی در صفحه ۸۱ کتاب جهانگشای نادری نام این روستا را سهیلان قید کرده‌است.
جیمز موریه در صفحه ۳۴۱ کتاب سفرنامه جیمز موریه نام روستا را ساهالان (Sahalan) نوشته‌است.
احمد کسروی در صفحه ۷۴۹ کتاب تاریخ مشروطه ایران اسم روستا را ساوالان نگاشته‌است.
محمدباقر ویجویه در صفحه ۱۱۹ کتاب تاریخ انقلاب آذربایجان و بلوای تبریز نام این روستا را سهلان ذکر کرده‌است.

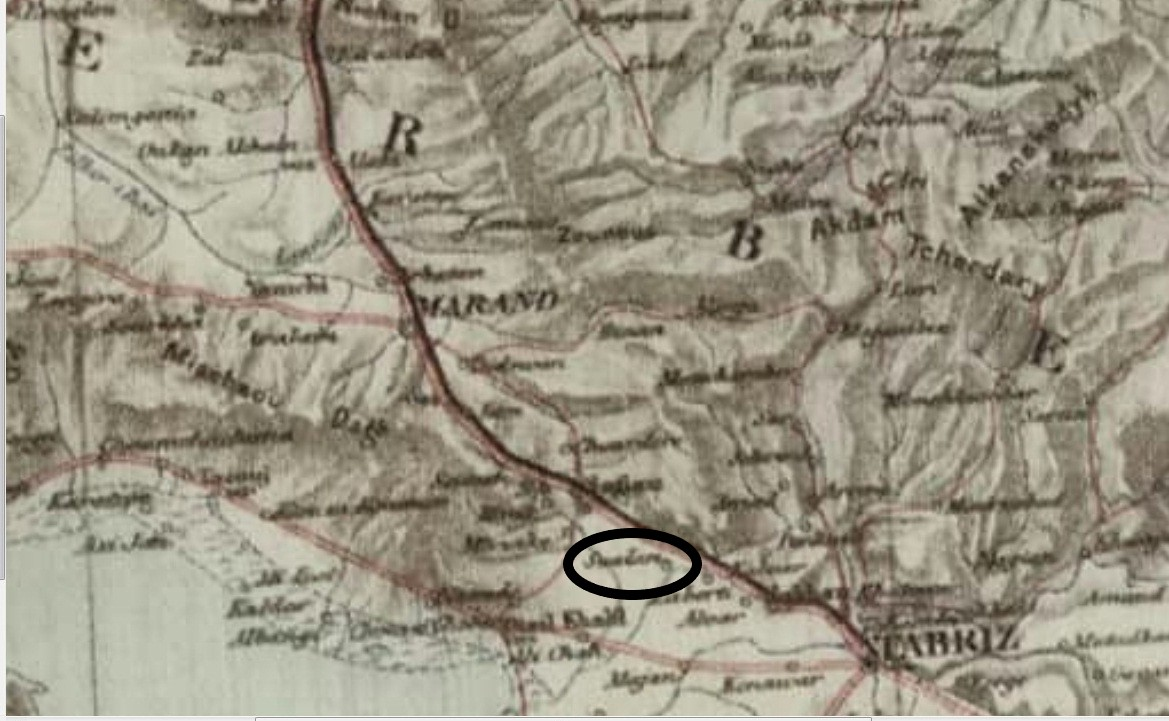
ذکر نام ساغالان (ساآلان) در کتاب اطلس تاریخی نقشه‌ها و تصویرهای جغرافیایی آذربایجان

در نقشه صفحه ۱۸۹ کتاب اطلس تاریخی نقشه‌ها و تصویرهای جغرافیایی آذربایجان، نام این روستا بصورت ساآلان (Saalan) قید شده که تلفط رایج این روستا بدین شکل است. ساآلان تلفظ ساغالان می‌باشد.

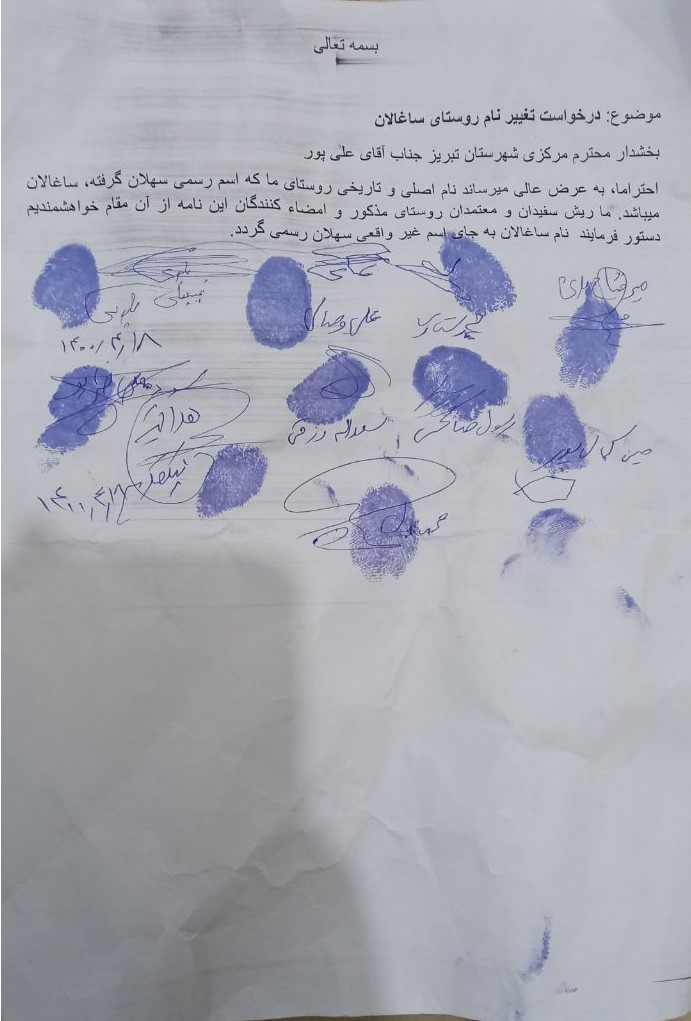
نامه ریش سفیدان ساغالان جهت تغییرنام روستا

## آثار باستانی ساغالان
از آثار باستانی ساغالان می‌توان به تپه پیرموسی اشاره کرد. شهر باستانی گیلیخان نیز در نزدیکی آن قرار دارد.

## مشاهیر ساغالان
جعفر کاویان، وزیر جنگ حکومت خودمختار آذربایجان، مشهورترین فرد برخاسته از ساغالان بوده‌است. پدر کاویان، محمدعلی سهلانی (ساغالانلی محمدعلی) هم از یاران ستارخان بوده‌است.

## ایستگاه سهلان
نامگذاری گمرک مشهور سهلان، به دلیل وجود ایستگاه سهلان در مسیر راه‌آهن بوده که سالها قبل از گمرک مذکور موجود بوده‌است. از قراین چنین بر می‌آید، ایستگاه سهلان در دهه ۱۳۳۰ ایجاد شده‌است. این ایستگاه دارای کارکنانی بوده، در آنجا قطار نگه می‌داشته، مسافر جابجا می‌نموده‌است. منتهی، بعد از ایجاد گمرک در حدود ۲ کیلومتری آن، دیگر ایستگاه قطار نیز به خود گمرک مننتقل گشته و ایستگاه سهلان عملاً متروک گردیده‌است.

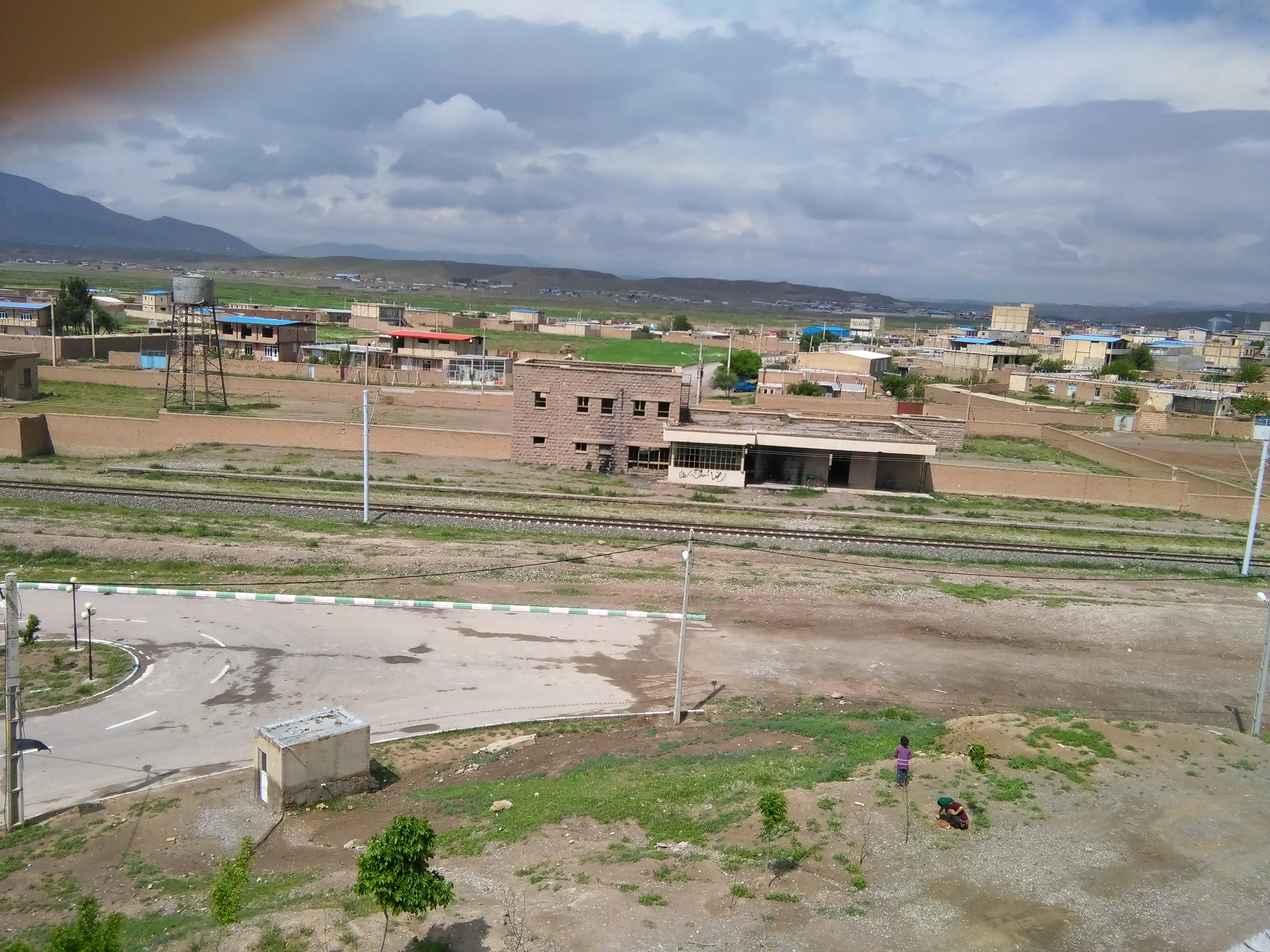
نمایی از ایستگاه متروک سهلان